# Capel (ort i Australien, Western Australia, Capel)
Capel är en ort i Australien. Den ligger i kommunen Capel och delstaten Western Australia, omkring 180 kilometer söder om delstatshuvudstaden Perth. Antalet invånare är 2 150.
Runt Capel är det glesbefolkat, med 11 invånare per kvadratkilometer.. Capel är det största samhället i trakten. 
Trakten runt Capel består till största delen av jordbruksmark. Genomsnittlig årsnederbörd är 1 097 millimeter. Den regnigaste månaden är maj, med i genomsnitt 188 mm nederbörd, och den torraste är februari, med 9 mm nederbörd.